# Ignacio Merino
Ignacio Merino Muñoz (Piura, 30 de enero de 1817 - París, 17 de marzo de 1876) fue un pintor peruano que gozó de gran prestigio internacional, al punto que sus pinturas inspiraron al famoso escritor francés Julio Verne a escribir unos de sus primeros relatos, Martín Paz, una fantasía que fue publicada en la  revista ilustrada Museo de las Familias. Residió 37 años en París.

## Biografía
Ignacio Merino, considerado como fundador de la escuela peruana de pintura, nació en la ciudad de Piura, el 30 de enero de 1817. Sus padres, José Clemente Merino, juez real, subdelegado y comandante militar del Partido de Piura y Micaela María Muñoz, pertenecían a familias aristocráticas oriundas de Trujillo. Gracias a la acomodada posición de su familia, a los diez años fue enviado a París, donde cursó el bachillerato e inició su carrera artística.
Estudió con los maestros franceses Paul Delaroche y Raymond Monvoisin, identificándose especialmente con el primero, cuya influencia seguramente despertó su afición por los temas históricos. Sin embargo, arrastrado por la cultura europea se alejó de los temas históricos de su patria natal, a los que tan sólo dedicó una obra: Entrada del General Orbegoso a Lima, donde retrata la entrada a la capital del Perú de Luis José de Orbegoso tras su victoria en la guerra civil de 1834. En contraste, siempre gustó de captar tipos y costumbres pintorescas de Lima.
Fue subdirector y luego director de la Academia de Dibujo y Pintura fundada por el Virrey Abascal, desde donde ejerció gran influencia en la formación de otros preeminentes pintores, como Luis Montero, Francisco Masías, Francisco Arrese, todos piuranos, y sobre todo el tacneño Francisco Laso.
Durante la década de 1840 realiza obras costumbristas y retratos de santos de su tierra natal, entre ellas Santa Rosa de Lima, San Martín de Porres (se conserva en la Catedral), Lima por dentro y por fuera, Jarana de Amancaes y Limeños en el portal.
En 1850, volvió definitivamente a París para estudiar en el taller de Eugène Delacroix, pintor que ejerce una gran influencia en su obra. De esa época es su cuadro Colón ante los doctores en Salamanca (conservado en Lima, pues fue comprado por el gobierno del presidente Balta) por el que es distinguido con la Tercera Medalla de Honor en la Exposición de Bellas Artes de París. 
Producto de este período fue también Aparición del Arcángel en casa de Tobías, obra en la cual se advierte la maestría en el manejo del color y la luz, aspectos en que es superior a sus maestros y único en América.[cita requerida]
Merino, inspirándose en obras de la literatura europea; inglesa, española y francesa, plasmó en sus cuadros los temas históricos y dramáticos de autores como Shakespeare, Scott o Cervantes.

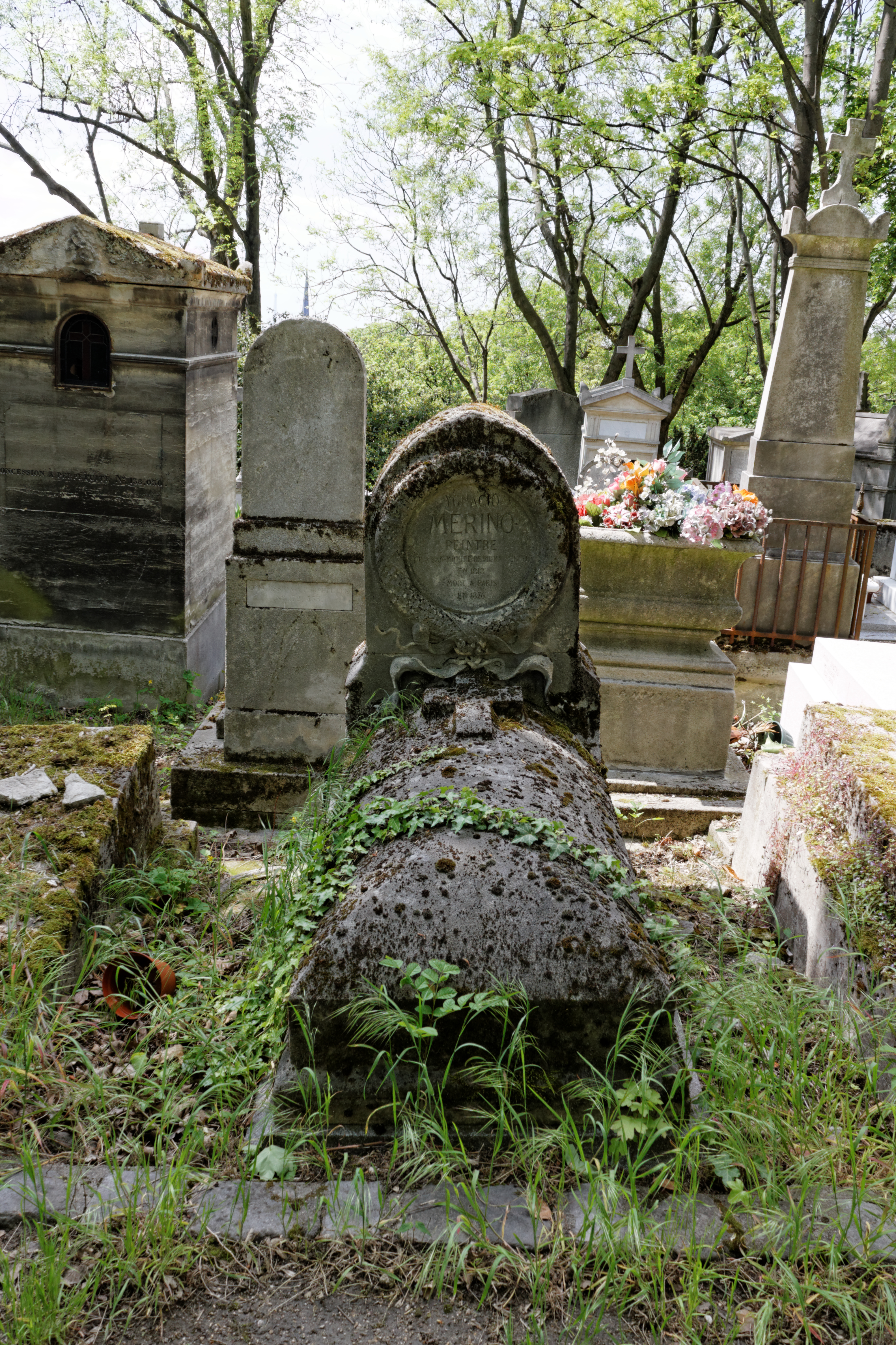
Tumba de Merino en el Cementerio del Père-Lachaise.

Merino falleció de tuberculosis en París el 17 de marzo de 1876, soltero y sin descendencia. Legó sus obras y parte de su fortuna a la Municipalidad de Lima.

## Características
Su estilo evolucionó desde el neoclasicismo al romanticismo y, en armonía con esta escuela, halló en la historia una fuente de inspiración. Logró maestría y madurez singulares; y en sus obras suele admirarse la tensión meditativa o la fina ironía de sus personajes, la movilidad de la composición, la belleza del colorido y la profundidad de la expresión.
Alberto Tauro del Pino